# Heinrich Meder
Heinrich Meder (* 7. November 1904 in Verbász (deutsch Werbass), Batschka, Königreich Ungarn, Österreich-Ungarn; † 11. August 1985 in Wien) war ein evangelischer Pfarrer in Jugoslawien und später Senior in Wien sowie Gründer und Leiter der Genossenschaft „Neusiedler“.

## Leben
Nach seinem Studium in Wien, Leipzig und Tübingen war Meder Vikar in Agram (Zagreb) und Seniorats-Vikar und Pfarrer in Bulkeß (unweit Neuwerbaß). Im Jahr 1941 wurde er Senior und Geistlicher Präsident der Deutschen Evangelischen Kirche in Südungarn (Batschka und Teile der Baranya). Als Flüchtling gelangte er über Dresden nach Österreich und arbeitete hier ab 1945 in der Flüchtlingsbetreuung und der Flüchtlingsseelsorge. 1947 wurde er Pfarrer in Wien und Senior der Diözese Wien. Er gründete und leitete 1950 die gemeinnützige Wohnungs- und Siedlungsgenossenschaft „Neusiedler“.

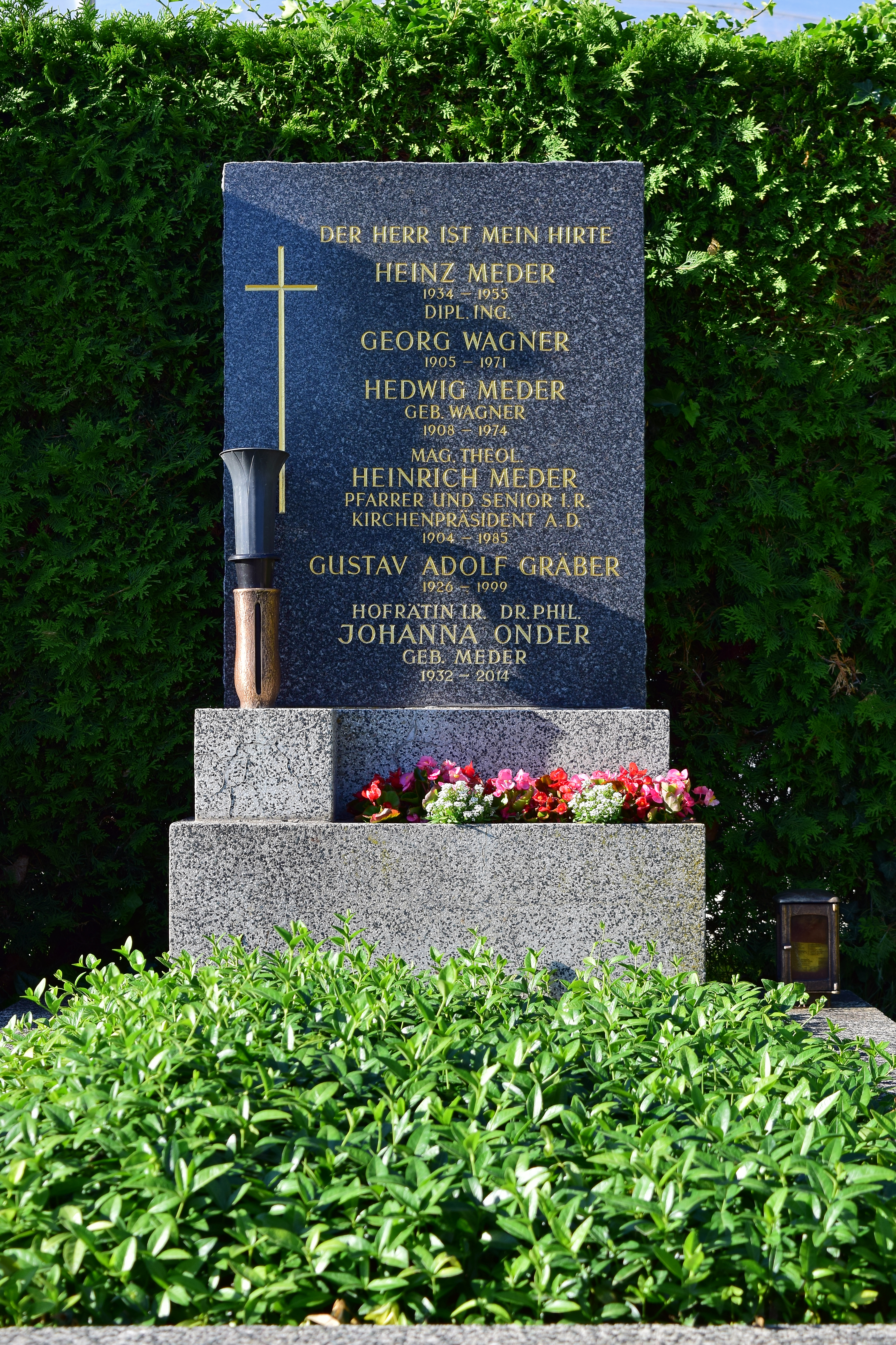
Grabstätte von Meder am Wiener Zentralfriedhof

Meder wurde im evangelischen Friedhof am Wiener Zentralfriedhof in einem ehrenhalber gewidmeten Grab beigesetzt.

## Ehrungen
Nach Meder wurde ein knapp 120 m langer Weg im Salzburger Stadtteil Gneis Süd benannt, der Heinrich-Meder-Weg.